# Течія Ірмінгера

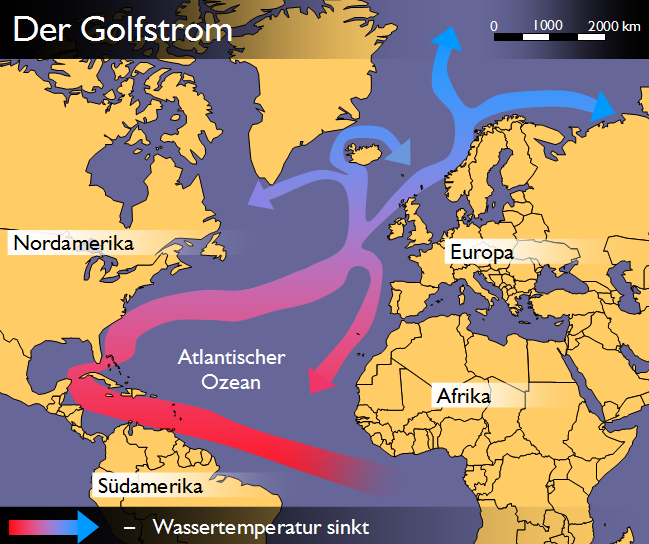
Течія Ірмінгера поблизу Ісландії

Течія Ірмінгера — течія у північній частині Атлантичного океану, що прямує на захід від південно-західного узбережжя Ісландії. Відхиляється від Північно-Атлантичної течії. Переміщує відносно теплі води на північ де вони перемішуються з водами відносно холодної Східно-Гренландської течії, утворюючи Західно-Гренландську течію.